# Pietro Citati

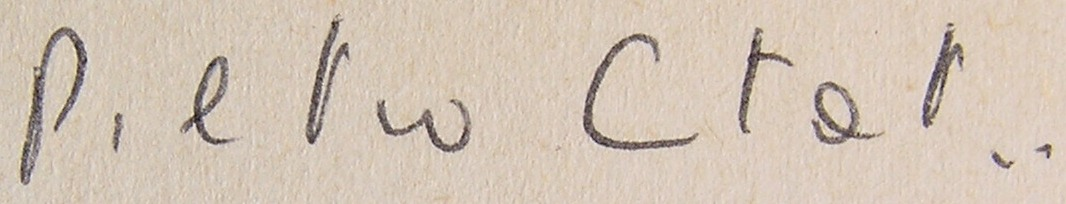
Handtekening

Pietro Citati (Florence, 20 februari 1930 – Roccamare, 28 juli 2022) was een vooraanstaand Italiaans literair criticus en schrijver, vooral van biografische werken.

## Werk
Van 1973 tot 1988 was Citati literair criticus bij het dagblad Corriere della Sera, vanaf 1988 schrijft hij als zodanig voor la Repubblica
Citati schreef tal van geroemde, vaak kritische biografieën, veelal over schrijvers (Franz Kafka, Johann Wolfgang von Goethe, Katherine Mansfield), maar bijvoorbeeld ook over Alexander de Grote. Als biograaf wordt hij wel gerekend tot de belangrijkste van de moderne tijd. Voor zijn biografie van Lev Tolstoj (1983, Nederlands: Tolstoj; biografie) ontving hij de Premio Strega, de belangrijkste Italiaanse literaire prijs. Bij Citati lopen biografie en essay voortdurend in elkaar over. Zijn werken staan bekend als psychologisch diepgravend, literair subtiel, en worden vaak geprezen om de vernieuwende inzichten.
Geprezen worden ook zijn memoires over zijn 35-jarige vriendschap met Italo Calvino.

## Opening van zijn biografie van Tolstoj
In de eerste houding waarin we de jonge Tolstoj betrappen, kijkt hij in de spiegel. Hij staat voor het ondoordringbare glas, waar de onmogelijke ruimte van de weerspiegelingen huist: hij staart naar zijn koude blauwe ogen, zijn dichte wenkbrauwen, zijn snor die zijn mond overschaduwt, en de onelegante trekken die meer aan een boer of een pope doen denken dan aan een aristocraat. Of hij zit voor die andere spiegel, zijn dagboek, en met een mateloos genoegen blijft hij zijn gezicht, zijn gedachten en zijn gevoelens bestuderen, alles wat die mateloze afgrond van de geest naar de oppervlakte stuurt. Misschien is geen enkel mens ooit zo in de ban van zijn eigen persoonlijkheid geweest.
Pietro Citati, die op donderdag 28 juli op 92-jarige leeftijd stierf.
In de volgende alinea's analyseert Citati Tolstojs (vermeende) narcisme.

## Noot
1. ↑  Pietro Citati è morto a Roccamare, nella sua amata Maremma
2. ↑  Bron: nawoord bij Nederlandse uitgave van Tolstoj; biografie, De Prom, Baarn, 1990

- Bibsys: 90408332
- Biblioteca Nacional de España: XX1096654
- Bibliothèque nationale de France: cb11896888f (data)
- Catàleg d'autoritats de noms i títols de Catalunya: 981058510152306706
- CiNii: DA04636550
- Gemeinsame Normdatei: 118871250
- International Standard Name Identifier: 0000 0001 0860 0789
- Library of Congress Control Number: n79059185
- Nationale Bibliotheek van Tsjechië: jn20010601308
- Nationale bibliotheek van Australië: 35028454
- Nationale Bibliotheek van Israël: 987007259602505171
- Nationale en Universitaire bibliotheek Zagreb: 000141246
- Nederlandse Thesaurus van Auteursnamen: 074977792
- Réseau des bibliothèques de Suisse occidentale: 02-A003108354
- Istituto Centrale per il Catalogo Unico: CFIV031130
- Système universitaire de documentation: 026789612
- Trove: 801804
- Virtual International Authority File: 111217775
- WorldCat: E39PBJcBRk4B7m3FYpggpxQH4q